# Flexografi
Flexografi, flexotryck, är en tryckmetod, en form av rotationshögtryck med en flexibel gummi- eller plastkliché. Färgen som används i flexotryck är tunnflytande och ofta flyktig vilket innebär att man måste se till att färgen överförs från färgkistan till papperet innan den hinner torka. Man använder sig därför av en så kallad färgformvals (aniloxvals) som är graverad med celler som överför färgen till tryckformen. Denna roterar antingen direkt i ett färgbad, eller också har man ytterligare en så kallad doppvals. Färgformvalsen skrapas med en rakel, liknande det som sker i djuptryck mot tryckcylindern. Tekniken är direkttryckande vilket innebär att trycket avsätts direkt från plåtcylindern till pappret (materialet). Motivet på plåten är alltså spegelvänt, precis som vid övrigt högtryck.
Tekniken medger tryck på material som cellofan, plast och metallfolie. Därför har metoden blivit naturlig att använda inom till exempel livsmedelsindustrin. Produkter som vanligen trycks i flexografi är tapeter, etiketter, matförpackningar samt wellpapp.
De flesta flexopressar har utrustning för efterbehandling direkt i pressen (som stansning eller laminering).
Termen flexografi infördes 1952. Tidigare kallades tekniken anilintryck. Det är en slags mekaniserad gummistämpel-tryck. Ursprungligen brottades man med kvalitetsproblem och svårigheter att återge detaljer i trycket. Metoderna och maskinerna har dock förfinats genom åren.

## Exempel på flexografiprodukter
- Flyttkartonger
- Mjölkpaket
- Plastpåsar
- Bärkassar
- Tapeter
- Blompapper
- Kondomer
- Wellpapp